# Абшерон (волейбольный клуб)
«Абшерон» (азерб. Abşeron voleybol klubu) — азербайджанский женский волейбольный клуб из Баку. Основан в 2011 году.

## История
Женская волейбольная команда «Азерйолсервис» была образована в 2011 году под патронажем одноимённого акционерного общества министерства транспорта Азербайджана. В сезоне 2011/12 дебютировала в Суперлиге Азербайджана. В первом сезоне заняла 6 место среди 7 команд, выиграв в 12 матчах лишь дважды. 
В следующем сезоне команда была переименована в «Бакы-Азерйол» и в чемпионате выступила успешнее, став 5-й при 10 победах в 24 матчах.
В 2013 году в клубе произошли перемены. Команда была переименована в «Азерйол», и была объявлена преемником самого именитого клуба страны — «Азеррейл» (при этом команда под названием «Азеррейл» продолжила участие в чемпионате Азербайджана и европейских клубных волейбольных соревнованиях) — и включена в число участников Лиги чемпионов 2013/2014, выступление в которой закончилось для «Азерйол» уже на предварительной стадии.
Предварительный этап чемпионата страны 2013/2014 кардинально обновлённый «Азерйол» закончил на 2-м месте, одержав 13 побед в 15 проведённых матчах (столько же сколько и лидер — «Рабита»), затем переиграл в полуфинале плей-офф «Игтисадчи» в двух матчах с одинаковым счётом 3:1. И всё же в финале «Азерйол» ничего не смог противопоставить лидеру азербайджанского клубного волейбола «Рабите», уступив ей трижды — 1:3, 1:3 и 0:3.
По окончании сезона главный тренер команды бразилец Анжело Верчези был отправлен в отставку. На его место был назначен Александр Червяков, являвшийся по совместительству главным тренером сборной Азербайджана. 
В межсезонье 2014 года состав «Азерйол» был практически полностью обновлён. От прежнего состава остались лишь три волейболистки — капитан команды Оксана Курт (Пархоменко), Ксения Коваленко и Одина Байрамова. Из наиболее известных новичков следует отметить сербок Й. Бракочевич и Е. Николич, болгарок С. Филипову и Л. Китипову, немку Л.Дюрр и канадку Т. Лав.
1 июля 2017 года команда была переименована в «Абшерон».

### Сезон 2023/24
В сезоне 2023/24 занял второе место, уступив в финале «Азеррейл».

### Сезон 2024/25
В сезоне 2024/2025 основу клуба составили игроки сборной Азербайджана. Тренер, Фамиль Агаев является по совместительству главным тренером сборной. В команде 4 легионера. Основным преимуществом команды в сезоне является блок. 
Клуб выиграл регулярный сезон. По итогам плей-офф завоевал серебряные медали, уступив в золотом сете «Азеррейл». 
4 ноября 2024 года выиграл кубок Азербайджана 2024, обыграв в финале «Гянджу».

## Сезон 2014—2015

### Состав
| №  | ФИО                      | Год рождения | Рост | Амплуа      | Гражданство |
| -- | ------------------------ | ------------ | ---- | ----------- | ----------- |
| 1  | Ленка Дюрр               | 1990         | 171  | либеро      | Германия    |
| 2  | Ксения Коваленко         | 1986         | 190  | нападающая  | Азербайджан |
| 3  | Анастасия Гурбанова      | 1989         | 190  | нападающая  | Азербайджан |
| 4  | Оксана Курт (Пархоменко) | 1984         | 184  | связующая   | Азербайджан |
| 5  | Одина Байрамова          | 1990         | 186  | нападающая  | Азербайджан |
| 6  | Йована Бракочевич        | 1988         | 196  | нападающая  | Сербия      |
| 7  | Лора Китипова            | 1991         | 184  | связующая   | Болгария    |
| 9  | Андресса Пикусса         | 1989         | 194  | центральная | Бразилия    |
| 11 | Табита Лав               | 1991         | 196  | нападающая  | Канада      |
| 12 | Елена Николич            | 1982         | 194  | нападающая  | Сербия      |
| 16 | Джейран Алиева           | 1995         | 165  | либеро      | Азербайджан |
| 17 | Страшимира Филипова      | 1985         | 195  | центральная | Болгария    |

## Достижения
- Чемпионат Азербайджана — серебряный призёр 2013/2014, 2024/2025[6]
- Кубок Азербайджана — победитель (2024)[9]

## Главные тренеры
- Анжело Верчези[итал.] (2013)
- Александр Червяков (2013)
- Фамиль Агаев (с 2023)[10][11]